# Jurgen Leyers
Jurgen Leyers (* 28. März 1972) ist ein Trance-Musiker, auch als DJ Fire bekannt. Zuvor nannte er sich acht Jahre lang DJ Energy. Leyers aka DJ Fire und L-Vee bilden das Trance-Projekt Fire & Ice.
Leyers begann seine Karriere hinter den Plattenspielern seiner Schule und wechselte schrittweise zur Dancemusic. 1993 wurde er in die Mannschaft des belgischen Radiosenders „Rave FM“ aufgenommen. Bald folgten Auftritte in großen belgischen Clubs wie auch in anderen europäischen Ländern. So spielte er im Dorian Gray in Frankfurt, auf dem Mystery Land Festival in Holland und in der Schweiz.
Leyers erste Bemühungen als Produzent im Jahr 1997 wurden rasch belohnt. Sein erstes Projekt war „Energy Source“, das er mit Dimitri Dewever und Francis van Mechelen produzierte. Es wurde ein kleiner Clubhit und ging in die offiziellen belgischen Dance Charts ein. Leyers Durchbruch als Produzent gelang durch Zusammenarbeit mit Produzenten wie Laurent Véronnez, Dimitri Dewever, & M.I.K.E., die in die Top 10 der belgischen Dance Charts kamen. Das erfolgreichste Projekt war „Fire & Ice“. Das Remix von Sonic Inc’s „The Taste of Summer“ konnte sich 2 Wochen auf Platz 1 halten. 2002 spielte Leyers auf der Love Parade in Berlin.